# Herchies (België)
Herchies is een dorp in de Belgische provincie Henegouwen, en een deelgemeente van de Waalse gemeente Jurbise (Jurbeke). Tot 1 januari 1977 was het een zelfstandige gemeente. De plaats is gelegen aan de rand van de Henegouwse Kempen.

## Bezienswaardigheden
- Het Egmontkasteel (Château d'Egmont of Château d'Herchies) is een kasteel dat in de 11e eeuw gesticht werd en wat eind 19e eeuw met sloop werd bedreigd. Het werd door toedoen van Edmond Puissant echter gerestaureerd en zo werd de donjon gereconstrueerd en een aantal andere gebouwen zoals een Sint-Jozefkapel die oorspronkelijk uit 1630 stamt. Nieuwe onderdelen werden vervolgens gebouwd volgens een nieuwe rangschikking. In 1984 vestigde zich hier de congregatie van Onze-Lieve-Vrouw van Hoop (Notre-Dame de l'Espérance) die in 1990 de regel van Benedictus aannam.
- De Begraafplaats van Herchies
- De Sint-Martinuskerk (Église Saint-Martin) werd in 1606 zwaar beschadigd tijdens een storm en daarna hersteld. In 1775, 1834 en 1865 vonden nog ingrijpende wijzigingen plaats.
- De Calvary Baptist Church is gericht op de Engelssprekenden in de streek en is een eenvoudig kerkje.
- De Spijkereik (Arbre à Clous) is een boom waar men genezing zoekt tegen huidziekten zoals steenpuisten, waarbij men een lapje met de wond inwrijft en aan de boom spijkert. Uiteindelijk blijven de spijkers over.

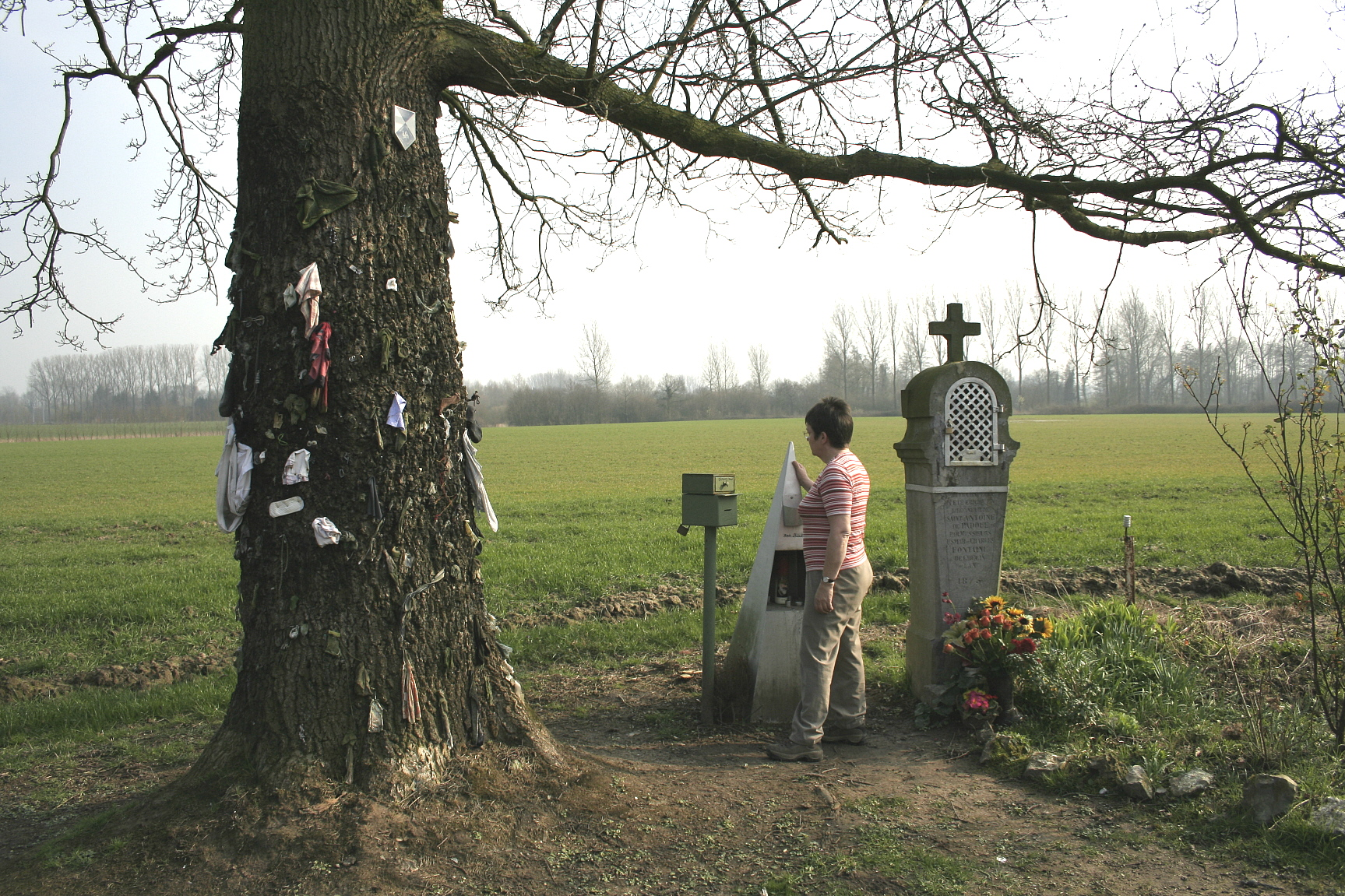
Spijkereik
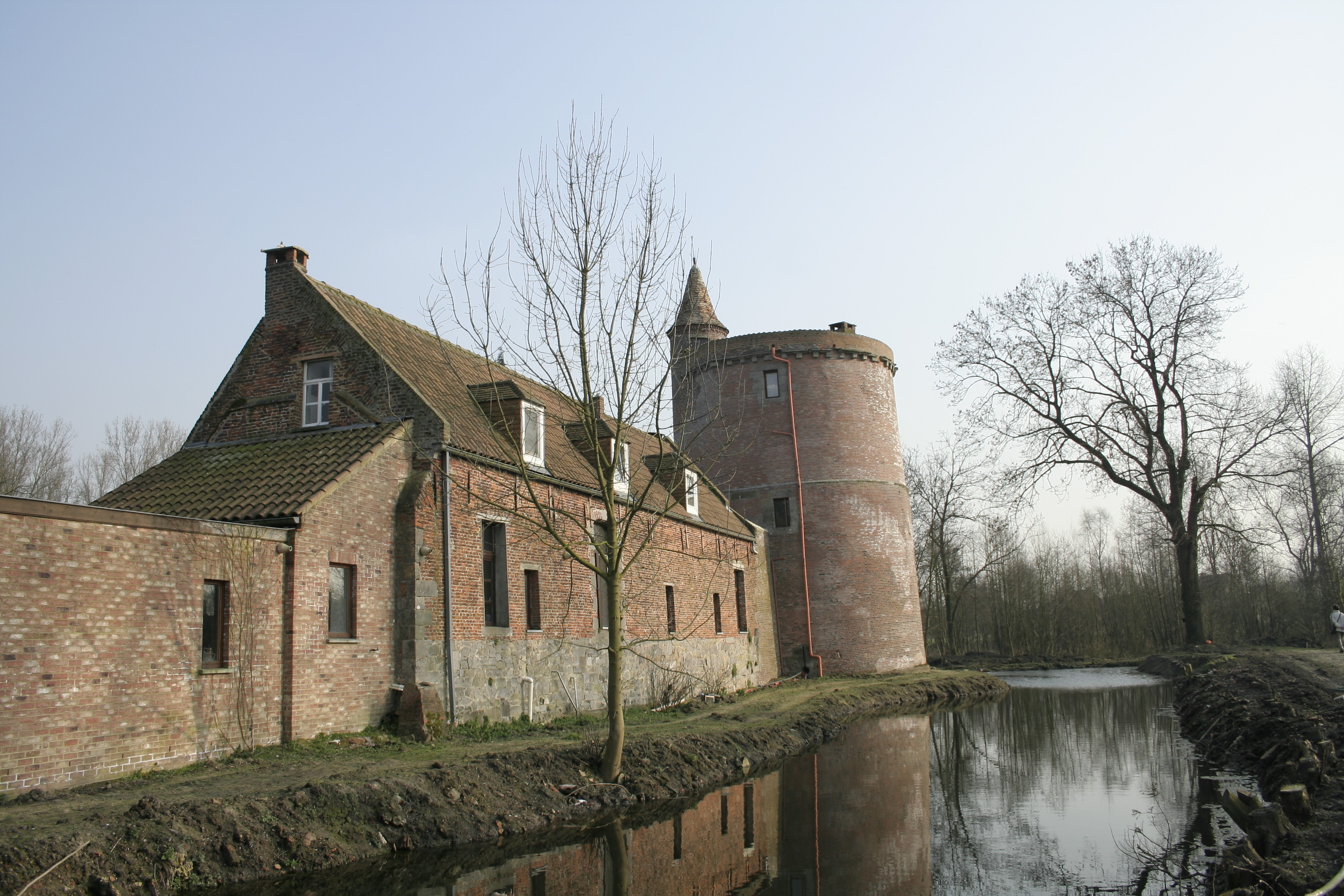
Kasteel van Egmont.

## Natuur en landschap
Herchies ligt nabij één der riviertjes die de Oostelijke Dender vormen. Men vindt hier de Fontaine Locquet. De hoogte aan de kerk bedraagt 73 meter.

## Demografische ontwikkeling
- Bronnen:NIS, Opm:1831 tot en met 1970=volkstellingen, 1976= inwoneraantal op 31 december

## Nabijgelegen kernen
Vacresse, Erbaut, Lens, Bauffe, Chièvres